# تیکتی (کارولینای جنوبی)
تیکتی (به انگلیسی: Thicketty) یک منطقهٔ مسکونی در ایالات متحده آمریکا است که در کارولینای جنوبی واقع شده‌است.